# Symfoni i vitt

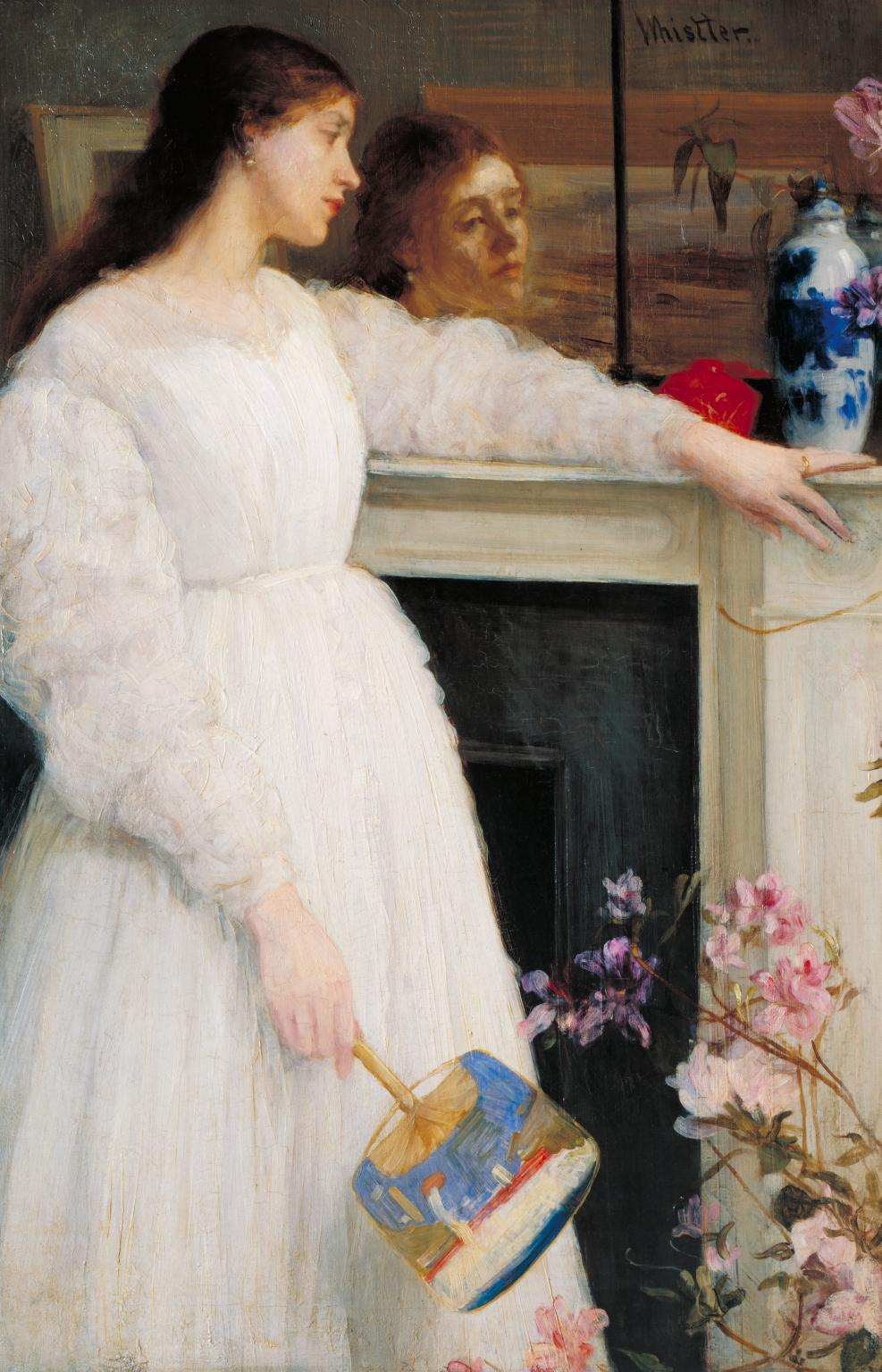
Symfoni i vitt nr 2: Den lilla vita flickan (1864), olja på duk med storleken 76,5 × 51,1. Tate Britain i London.

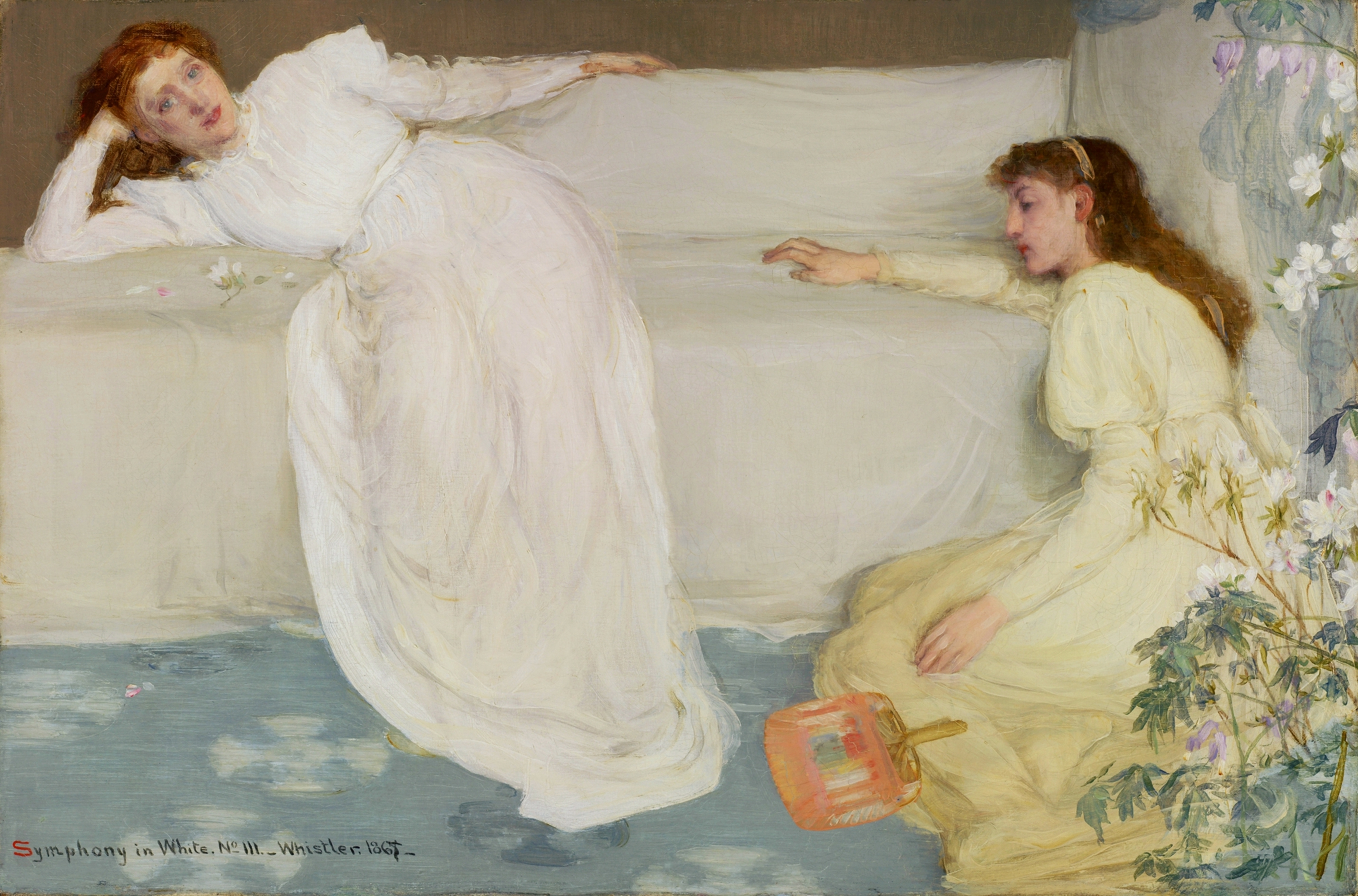
Symfoni i vitt nr 3 (1865–1867), olja på duk med storleken 51,4 x 76,9 cm. Barber Institute of Fine Arts i Birmingham.

Symfoni i vitt (engelska: Symphony in White) är namnet på tre oljemålningar av den amerikansk-brittiske konstnären James McNeill Whistler. Den första kallas också Den vita flickan (The White Girl), målades 1862 och ingår i National Gallery of Art samlingar i Washington sedan 1943. Den andra benämns också Den lilla vita flickan (The Little White Girl), målades 1864 och ingår sedan 1999 i Tate Britain samlingar. Det tredje verket målades 1865–1867 och är utställd på Barber Institute of Fine Arts i Birmingham sedan 1939. 
De tre verken är målade i olika nyanser av vitt och porträtterar Whistlers älskarinna Joanna Hiffernan. Hon är avbildad i ett frånvarande, kontemplativt och drömlikt tillstånd. 

## Symfoni i vitt nr 1: Den vita flickan
Whistler lämnade in "Den vita flickan" till såväl Royal Academy of Arts som Parissalongen, båda gångerna refuserades den av de konservativa jurygrupperna. För att blidka avantgardet bjöd dock Napoleon III 1863 in de refuserade till Salon des Refusés där Whistlers tavla jämte Édouard Manets Frukost i det gröna fick mycket uppmärksamhet och en hel del kritik. Andra var mer nyfikna och undrade vem kvinnan med det gåtfulla uttrycket var och över hennes historia. Whistler svarade att det finns ingen berättelse och han blev därmed en av förgrundsgestalterna för esteticismen vars slagord var "konst för konstens skull".  
Den första tavlan kallades till en början bara "Den vita flickan", men den franska journalisten Paul Mantz (1821–1895) beskrev den i Gazette des beaux-arts som en "symphonie du blanc". Whistler uppskattade namnet och den musikaliska referensen. När han ställde ut den tredje tavlan började han själv benämna serien för Symphony in White. 

## Symfoni i vitt nr 2: Den lilla vita flickan
Whistler var en av de första västerländska konstnärerna som inspirerades av japonismen och japanska färgträsnitt, vilket syns i målningarnas komposition och innehåll. Särskilt i den andra versionen av Symfoni i vitt finns många japanska referenser, till exempel solfjädern, porslinskrukan på spiselkransen och de rosa blommorna. Den engelske poeten Algernon Swinburne blev mycket berörd av Symfoni i vitt nr 2: Den lilla vita flickan och skrev en dikt om den som publicerades 1866 i Poems and Ballads:
| ” | Glad, but not flushed with gladness, Since joys go by; Sad, but not bent with sadness, Since sorrows die; Deep in the gleaming glass She sees all past things pass, And all sweet life that was lie down and lie. | „ |

Whistler uppskattade dikten och tryckte upp den på ett guldpapper som han fäste på målningens ram.

## Symfoni i vitt nr 3
Den tredje målningen var från början tänkt att kallas The Two Little White Girls. Whistler beslöt sig dock för namnet Symphony in White No 3, vilket framgår av signaturen ner till vänster. Där framgår också att Whistler arbetade i nästan tre år med tavlan, årtalet är ändrat i signaturen från 1865 till 1867. 
Joanna Hiffernan sitter i soffan till vänster och för kvinnan till höger satt Milly Jones modell, en hustru till en av Whistlers konstvänner. På golvet ligger en solfjäder vilket åter visar på japanska influenser. I motsats till de två tidigare tavlorna är den liggande i formatet (51,4 x 76,9 cm) och i likhet med den andra är den mindre än den första.